# 中國宮
中國宮（瑞典語：Kina slott）是瑞典卓寧霍姆宮當中的中國式宮殿，位於瑞典首都斯德哥爾摩近郊王后島。中國宮建於1753年，是瑞典國王阿道夫·弗雷德里克（Adolf Fredrik）送給王后烏爾利卡（Lovisa Ulrika）的生日禮物。中國宮後來多次修翻，混合了法國洛可可和中式建築風格。1991年，以卓寧霍姆宮的組成部份成為世界遺產。

## 圖片

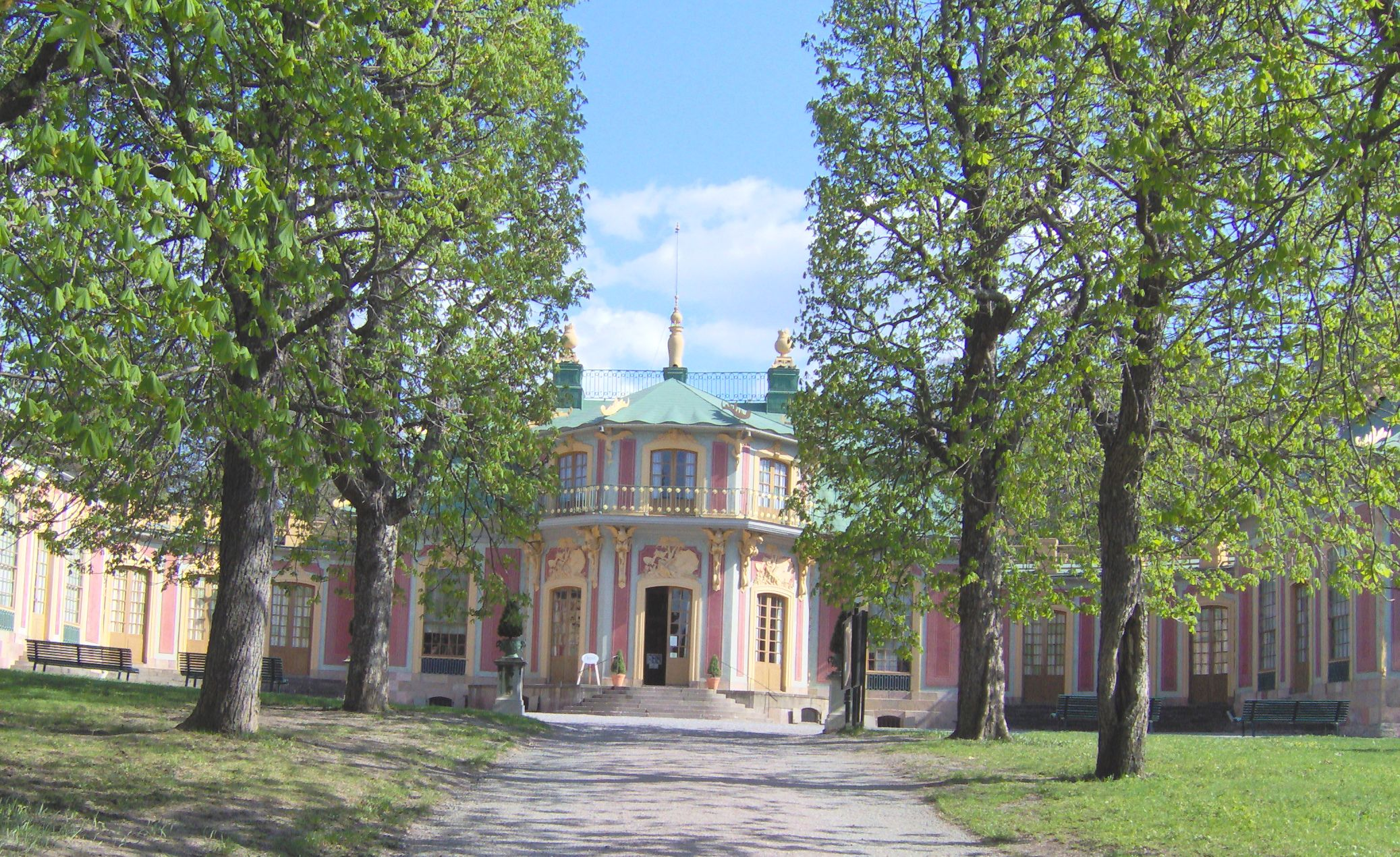
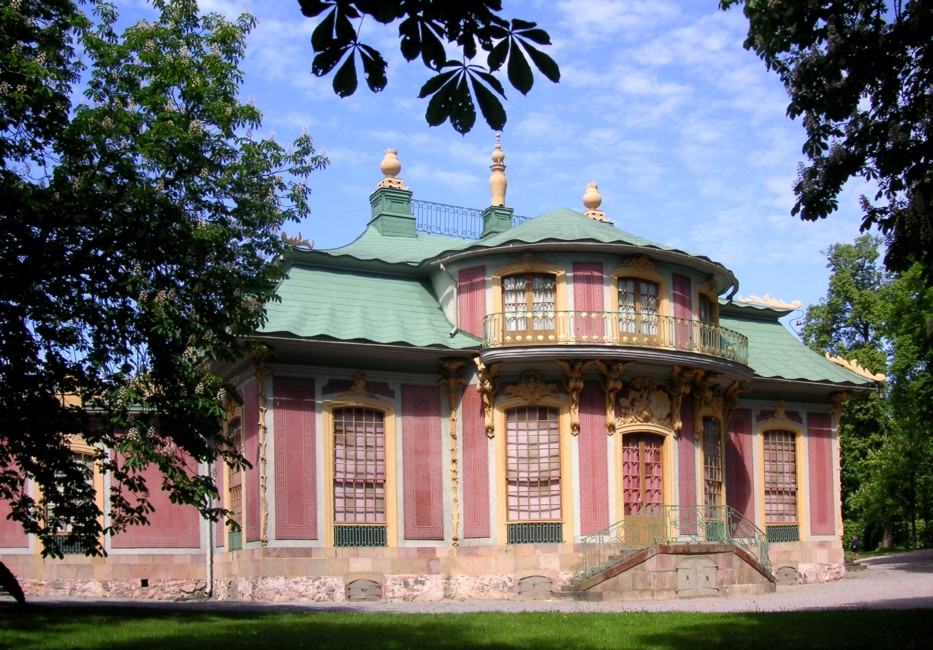
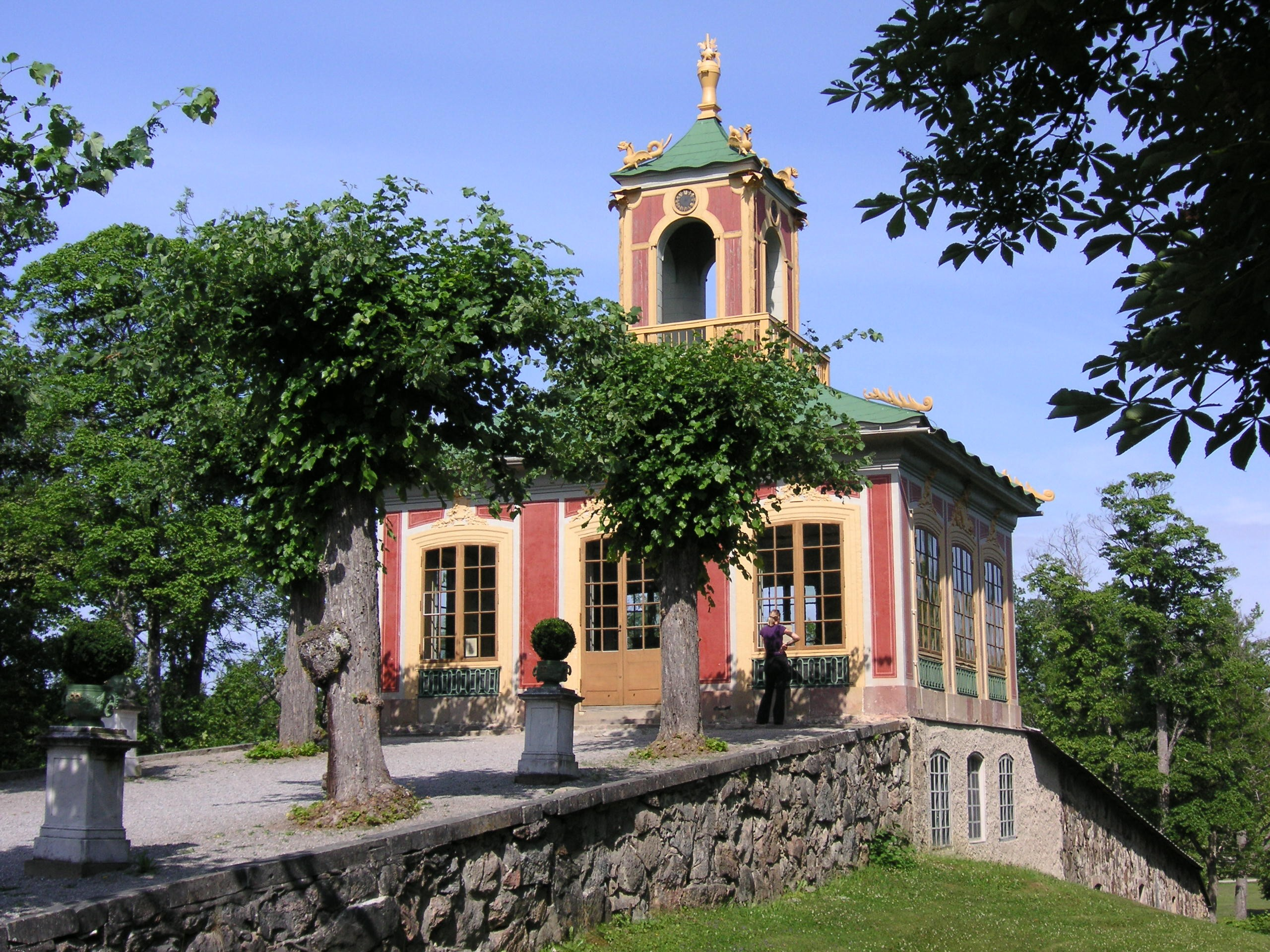
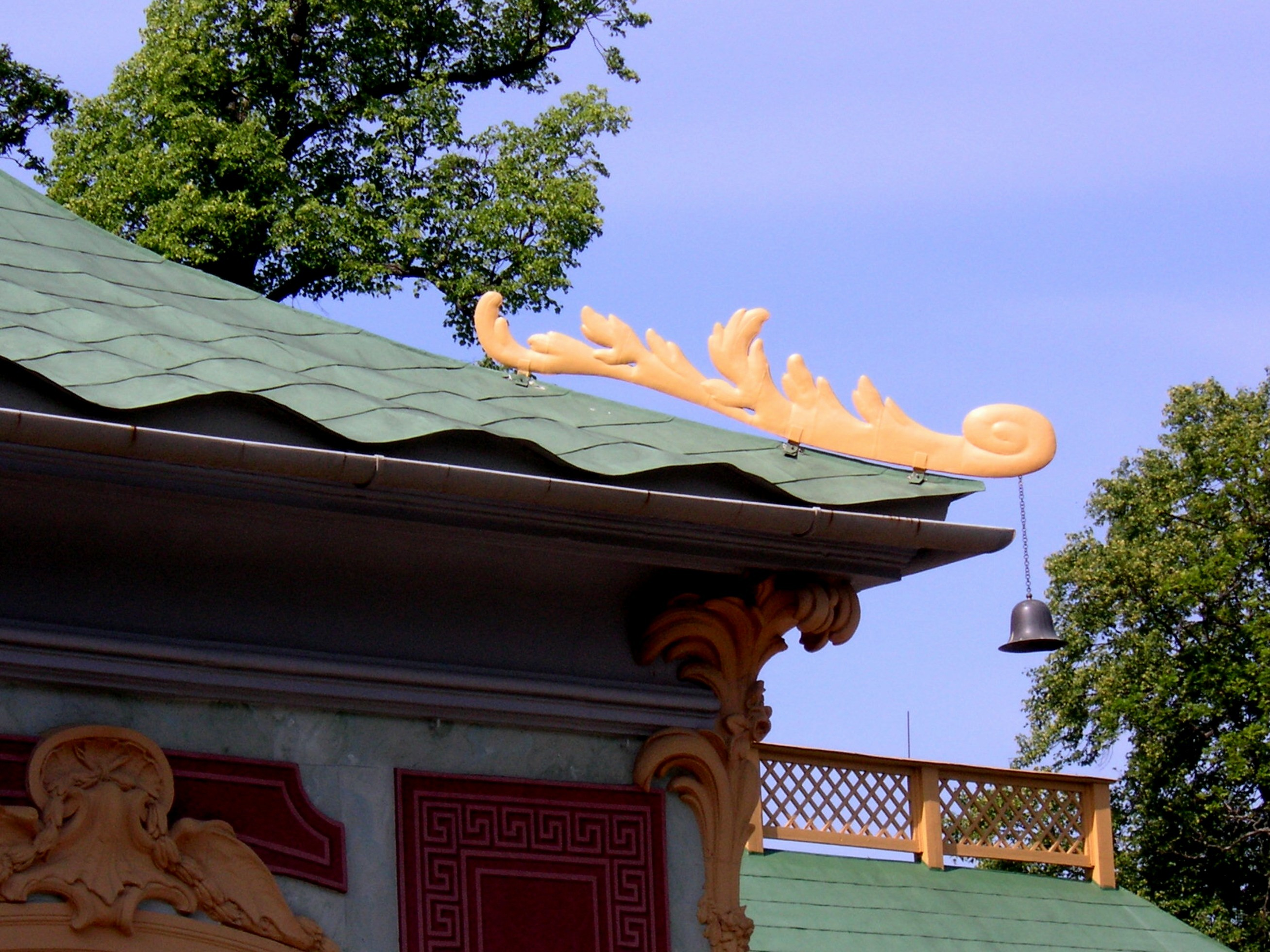
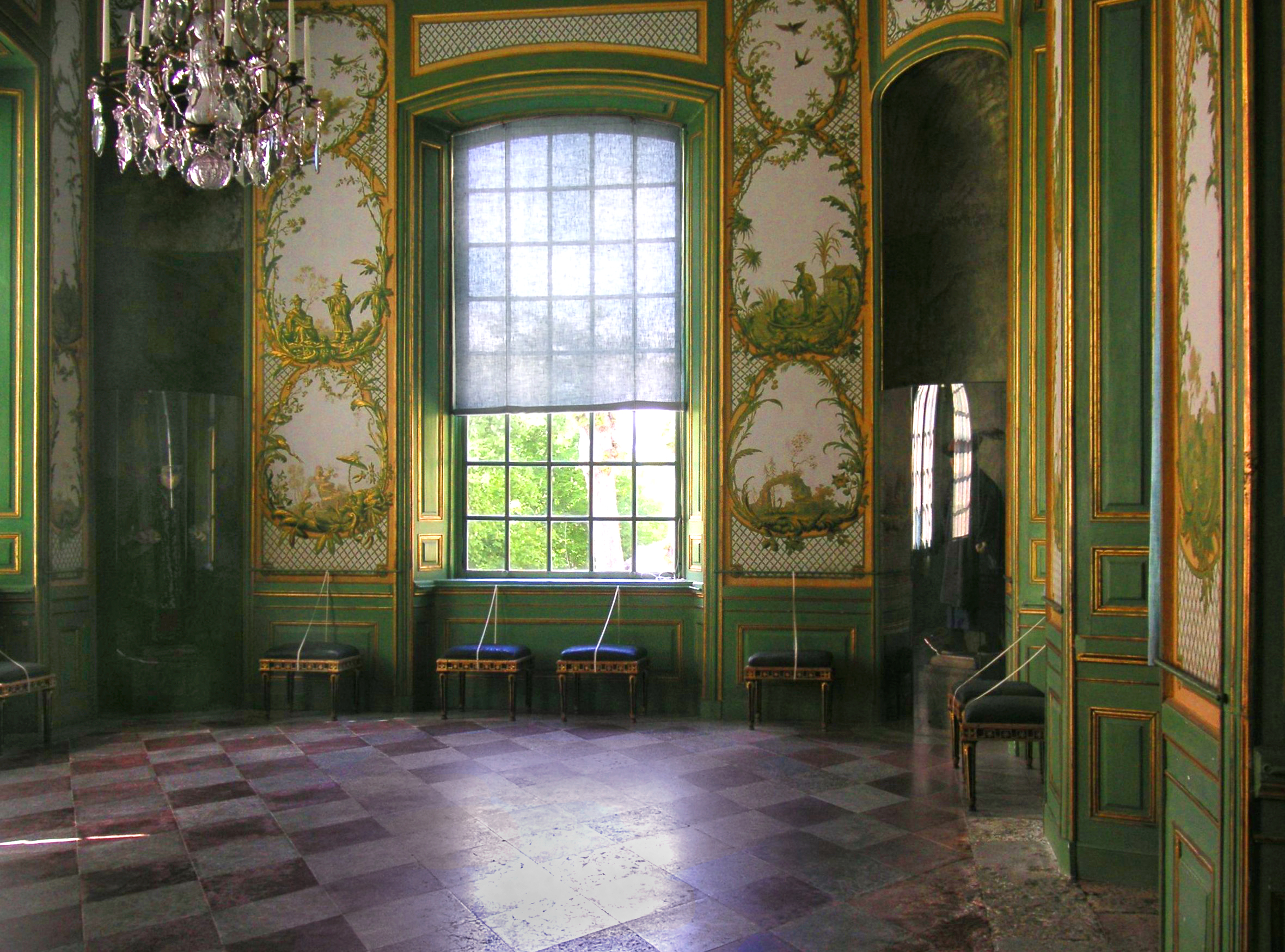